# ナムコ・ワンダーエッグ
ナムコ・ワンダーエッグ (NAMCO WonderEggs) は、株式会社ナムコ（後のバンダイナムコゲームス）が運営していたテーマパーク。1992年2月29日の開園以降、1996年にワンダーエッグ2、1999年にワンダーエッグ3と二度のリニューアルオープンをし、20世紀最終日の2000年12月31日に閉園した。

## 歴史
このエリアの再開発の予定により、当初は50ヶ月間（4年2ヶ月間）の期間限定で開園。しかし、開業直前にバブル崩壊が起き、不景気による再開発の着手が遅れていたことや、利用者からの営業期間延長希望の声を受けて数度の期間延長が行われ、最終的な営業期間は106ヶ月間（8年10ヶ月間）となった。日本初のゲームメーカーが運営するテーマパークである。
- 1992年2月29日 - 東京・二子玉川（東京都世田谷区玉川1-15）の二子玉川タイムスパーク（二子玉川園跡地）に開園。
- 1994年7月 - 隣接地に遊びの錬金術国家「たまご帝国」が完成。パスポート券導入。
- 1996年7月 - ワンダーエッグとたまご帝国を「ナムコ・ワンダーエッグ2」としてリニューアルオープン[2]。
- 1999年4月3日 - 「ナムコ・ワンダーエッグ3」としてリニューアルオープン。ワンダーエッグゾーンとたまご帝国ゾーンをゲート出入りせずに行き来できる「時空（とき）の橋」が開通。さらに新アトラクション「ファンハウスエクスプレス」が追加された。
- 2000年12月31日 - 閉園[3]。

閉園後の跡地
2007年春に跡地の再開発工事が本格化。2011年、高層マンション3棟と商業施設である「二子玉川ライズ」がオープンした。

## イメージキャラクター
- 女神エルズ(ELDS) - Elegant Life Design Stageの頭文字
- 従神ピラリス - フランスの思想家ロジェ・カイヨワが「遊びと人間」で提唱した4分類より
  - アゴン(agon) - 競争
  - アレア(alea) - 偶然
  - ミミクリ(mimicry) - 模擬
  - イリンクス(ilynx) - 目眩
- 魔王ゴドー

## アトラクション

### ワンダーエッグゾーン

#### 竜の城
- ドルアーガの塔 - ゲームソフト版の設定を使ったシューティング型ライド。ギャラクシアン3と共に、1990年の国際花と緑の博覧会から移設されたもの。
- マジカルイリュージョン - ミラーハウス。
  - ミラーナの心理迷宮 - 1993年12月に改装。マジカルイリュージョンがリニューアルしてできたアトラクションである。マインドクリスタルを手に途中の質問に答えていくことによって心理分析を行う。最後に結果が書かれたココロのカルテが渡された。後に終了し、ワンダーアドベンチャーのサテライトの一部になる。（現在は姫路セントラルパークに移設されている。）
  - ワンダーアドベンチャー～ドルアーガの塔・外伝～ - 2人1組のペアになり、勇者「ギル」とその恋人「カイ」に扮し、「ワンダーエッグ」と「たまご帝国」を巡り、それぞれのパーク内に仕掛けられた7つの試練に挑戦していく。それぞれの試練にはレベルがあり、クリアしたレベルにより割引パスポートが貰えた。グランドフィナーレイベント「ワンダーエッグ・ファイナルカーニバル」開催時には「ワンダーアドベンチャー～最後の伝説～」にリニューアルされた。
- ホテルゴースト - お化け屋敷。
  - ホテル・ザ・ヘル - 1995年7月に改装。ホテルゴーストがリニューアルしてできたアトラクション。3D録音された「音」の要素が加わったお化け屋敷。途中の行動で結末が分岐する。
  - ホテル殺人館～ゾンビの花嫁～ - 1997年7月に改装。ホテル・ザ・ヘルがリニューアルしてできたアトラクション。行動によるストーリー分岐は推理の要素が強くなった。
- メビウスクリーク - 園内を周遊する小舟。

#### 時の工場
- ギャラクシアン3 - ドルアーガの塔と人気を二分していた、パークを代表するアトラクション。同じく国際花と緑の博覧会から移設されたものだが、ワンダーエッグ用に改良が加えられている。
- サイバーステーション - ゲームセンター。
  - バーチャルビークル - 1993年2月に設置。CCDカメラで撮影されるミニチュアのジオラマを使ったシューティングライド。
    - ゾンビの棺桶 - 1997年7月に改装。バーチャルビークルがリニューアルして出来たアトラクション。棺桶型の乗り物に乗り、狭い乗り物の中で恐怖を体験するライドタイプのお化け屋敷。握り棒に内蔵されている発汗センサーによって「恐怖度」が判定される。

  - シムロード - ユーノス・ロードスターの実車に乗って操作するドライブゲーム。
    - ナビウエイ - 1993年12月にソフト変更。内容はリッジレーサーフルスケールに準ずる。助手席に乗る人に料金はかからない。

  - ファントマーズ - ハーフミラー合成を使ったシューティングゲーム。

#### ラペロの市場
- カーニバルアーケード - 縁日の屋台のような、ルールの簡単なゲームに成功するとぬいぐるみ等が獲得できる。[4]
- フューチャーコロシアム - ダッジェムカーに乗って鬼ごっこで得点を競う。「鬼」の移動は、クルマ同士を衝突させることで行う。赤外線による移動体通信技術を使用。
- 占い魔女の館 - 1992年7月に設置。髑髏を持ち、質問に答えていくことで、6週間後、6ヶ月後、6年後の未来を占う。非接触式ICタグによるプレイヤー識別を使用。（現在は姫路セントラルパークに移設されている。）
  - ウェディングジャッジ- 1997年2月に改装。占い魔女の館をリニューアルして出来た結婚資格判定アトラクション。 二人は生年月日などのパーソナルデータを登録した「真実の指輪」を渡される。「貯金はたくさんある」などといった質問にYes/Noで答えて、二人で協力しながら各部屋をまわる。「結婚記念撮影」「キャンドルセレモニー」「祭壇での誓い」の各ステージを体験することで結婚に関する適性を診断する[5]。意外と難易度が高かったという。（現在は姫路セントラルパークに移設されている。）

#### エルズ広場
- ラペロプター - 広場の上層を周遊する乗り物。ビデオカメラの画像をボラロイド出力した記念写真を貰える。超音波センサーによる衝突防止装置を装備。
- ピラリスのカルーセル - メリーゴーラウンド（時計回り）。閉園後はよみうりランドに移設され、同園のキャラクターであるランドドッグをモチーフにした「メリーゴーランドドッグ」として営業中。
- ピラリスおみくじ - おみくじ。（パーク閉園後、一時ナムコ・ナンジャタウンに移設されていた。）
- ザ・スタアオーディション - 1996年7月に設置。芸能プロダクションのアミューズとホリプロ、ラジオ局のニッポン放送の共同プロジェクトで、タレントとしてデビューするための適性を審査し、合格者は2次審査以降に進む事ができた。閉園までに最終選考が3回実施され、妻夫木聡が第1回、市川由衣が第3回のグランプリを受賞してデビューを果たしたが、これらはゲームセンターに設置された同名のゲーム機からのエントリーである。非接触式ICタグによるプレイヤー識別を使用。
- ワンダーラリー - 1998年6月に設置。スタンプラリーだが、アトラクション毎に定められた条件を達成する事で称号や特典が変化する。

### たまご帝国ゾーン

#### ダイナヨーク
- ファイターキャンプ - 油圧で揺動するカプセル状の乗り物による、XDV-7・ヴァンパイアという架空の戦闘機による戦闘型フライトシミュレータ。シミュレータ部分はSGI Onyx RealityEngine2 systemで生成されていた。二人一組で1機に搭乗し、片方は主に操縦、もう片方は射撃を担当する。同時に6機、12人まで同時プレイ可能。登場当初はブリーフィングと動かないコックピットによるトレーニングに約20分、後に実戦と結果発表が約20分で40分の長丁場となるアトラクションだったが、後にトレーニングと実戦は「パイロットアカデミー」、「スクランブルミッション」とそれぞれ別アトラクション扱いになり、経験者は実戦からスタートできるようになった。6機の乗組員はそれぞれAからFまでを頭文字にしたコードネームを付与される（たとえばAはAngel、DはDiverなど）。実戦の際、司令官（スタッフ）は、このコードネームでインカムを通して「Angel、左のほうから敵機がきます」などと指示を受けられる。この音声はプレイヤーの発声も含めて全員に一斉送信される。ゲームは一定時間で終了し、ギャラクシアン3のように、これを倒せば終了、のような明確な目標はない。

#### ダイナシェル
- ドリフトキング - バッテリーカートによるレース。音声で指示を出すと加速するというフィーチャーがある。
- キューザーアリーナ - 光線銃を使用した対人シューティング。最大40人まで参加できる。
  - ザ・マミー - 1999年6月改装。お化け屋敷に推理の要素が加わったもの。映画「ハムナプトラ/失われた砂漠の都」とのタイアップ。
- ミラクルツアーズ - 大画面の映像に合わせて座席部分が揺動するシミュレーションシアター。
  - ファンハウスエキスプレス / ファンハウス3D - 1999年4月にソフト変更に伴い名称変更。
- サーカスプラザ - 人力による、一風変わった乗り物。開業当初はトランポリンシングとスペースボール、後にジクレトロン。
- サイバーステーション2 - ゲームセンター。
  - コントラプション! - 8人乗りのモーションライド。参加者自身がミクロ化され、屋根裏部屋で行なわれる障害物競技に参加するという設定。トラックボールとボタンで障害物を破壊しながら進んでいく。[6]

## その他の施設

### WE2 (WE3) ステーション
1996年7月にエルズ広場に設置されたサテライトスタジオ施設。斉藤洋美、平井堅、大槻ケンヂ、日髙のり子、國府田マリ子、宮村優子など、放送局・ネットワーク系列に関係なく、様々なラジオ番組の公開収録や公開生放送が行われた。また、1998年8月に開局した世田谷区のコミュニティFM放送局・エフエム世田谷が平日の夕方に生番組「たまリバ」を放送していた（〜2000年12月の閉園まで）。この他、園内向けのDJイベントやクイズ大会もこの場所で行われていた。収録日には番組内で発表する合言葉を、入園時に係員に言えば、入園料金が無料になった。なお、スタジオの運営は『ラジオはアメリカン』『WE2 タマゴの…キミ』（TBSラジオ）等、ナムコ提供のラジオ番組の制作を行っていた、株式会社PRPが担当していた。

## その他
- ドラマ『GTO』『おそるべしっっっ！音無可憐さん』第6話など数々のテレビの撮影等に使用され、タレントの西村知美が結婚式を挙げたことでも有名。また、1992年の『ゴジラvsモスラ』では、タイアップにより主要キャラクターコスモスの披露と大規模なエキストラロケが行われた[7]。
- 1994年にはビクターよりワンダーエッグ内の楽曲9曲と書き下ろし6曲が収録された音楽CD「THE ELDS STORY OF...」が発売されている。
- 対戦型格闘ゲーム『鉄拳3』『鉄拳タッグトーナメント』では、ワンダーエッグが凌曉雨（リン・シャオユウ）のステージとして使用されている。
- PlayStation用レースゲーム『R4 -RIDGE RACER TYPE 4-』のコース「BRIGHTEST NITE」には、ワンダーエッグ・たまご帝国を走行する箇所がある。
- 2001年、ナムコ・ナンジャタウンのマカロニ広場内にワンダーエッグで使用されていたもの（身長制限のモニュメント、水飲み場など）が設置されたメモリアルエリアが出来る。
- バラエティ番組『ショージに目あり！』でホンジャマカ、バカルディ（現・さまぁーず）、デンジャラスの3組が園内でコントをしていた。
- バラエティ番組『ウンナン世界征服宣言』の企画で内村光良がエルズ広場の特設ステージで24時間100曲計10000回の振付に挑戦した。